# Publius van Malta
Publius Valerius Poplicola of Publius van Malta (Maltees: San Publju) wordt vereerd als de eerste bisschop van Malta. Zijn aanwezigheid op het eiland leidde ertoe dat Malta het eerste christelijke land in Europa werd.
Het was dezelfde Publius die Paulus na zijn schipbreuk op het eiland ontving, zoals verteld wordt in de Handelingen van de Apostelen, en de door dysenterie geteisterde vader van Publius genas.
"En hier, omtrent dezelfde plaats, had de voornaamste van het eiland, met name Publius, zijn landhoeven, die ons ontving, en drie dagen vriendelijk herbergde. En het geschiedde, dat de vader van Publius, met koortsen en den roden loop bevangen zijnde, te bed lag; tot denwelken Paulus inging, en als hij gebeden had, legde hij de handen op hem, en maakte hem gezond. Als dit dan geschied was, kwamen ook tot hem de anderen, die krankheden hadden in het eiland, en werden genezen. Die ons ook eerden met veel eer, en als wij vertrekken zouden, bestelden zij ons hetgeen van node was." Handelingen 28:7-10.
Publius is de patroonheilige van de stad Floriana en hij is ook een van de patroonheiligen van het eiland. Maar Publius is nooit officieel erkend als heilige, dus om die reden wordt hij ook niet gezien als de eerste Maltese Heilige.
Publius stierf rond 125 als martelaar tijdens het bewind van de Romeinse keizer Hadrianus.